# Au fil de la vie (téléfilm)
Pour les articles homonymes, voir Au fil de la vie.
Au fil de la vie (My Last Love) est un téléfilm américain de Michael Schultz, diffusé le 25 janvier 1999.

## Synopsis
Avocate à Chicago, Susan, atteinte d'un cancer, abandonne son emploi pour consacrer le temps qu'il lui reste à vivre à sa fille Carole, âgée de onze ans... Le beau-père de la fillette, Peter, dont elle est divorcée depuis cinq ans, accueille Carole pendant les vacances, et Susan en profite pour louer une maison face à la mer où elle compte se reposer...Au bar de la plage, elle fait la connaissance de Michael, le serveur, qui tombe sous son charme. Après une nuit d'amour, Susan revoit Michael mais refuse de s'engager, car elle sait que ses jours sont comptés.

## Fiche technique
- Titre : Au fil de la vie
- Titre original :My Last Love
- Réalisation : Michael Schultz
- Scénario : Katie Ford
- Production : C. Tad Devlin, Elizabeth Guber Stephen et Nancy Travis
  - Producteurs exécutifs : Jordan Kerner et Jon Avnet
- Musique : J.A.C. Redford
- Photographie : Suki Medencevic
- Montage : Scott Vickrey
- Distribution des rôles : Reuben Cannon et Eddie Dunlop
- Décors : Steve Saklad
- Costumes : Kathleen Detoro
- Origine :  États-Unis
- Durée : 96 min
- Format : Couleur

## Distribution
- Nancy Travis : Susan Morton
- Scott Bairstow : Michael Blake
- Philip Briggs : Clown #1
- Viveka Davis : Kate
- Nicole Fellows : Janie
- Edith Fields : Poétesse
- Mary-Pat Green : Infirmière Janet
- Jimmy Graham : Clown #3
- Merrill Holtzman : Zachary
- James Karen : Phil Morton
- Heide Karp : Clown #2
- Janet MacLachlan : Docteur Francis
- Sharon Madden : Femme au restaurant
- Sid Newman : Monsieur Gold
- Donna Ponterotto : Phillipa
- Jamie Renée Smith : Carson Morton
- Don Snell : Avocat
- Holland Taylor : Marnie Morton
- Alessandra Toreson : Emma
- Largo Woodruff : Margaret